# Fachhochschule für Bergbau Saar
Die Fachhochschule für Bergbau Saar war eine Fachhochschule mit Schwerpunkt Bergbau in Saarbrücken.

## Geschichte
Die Schule wurde 1807 unter napoleonischer Besetzung gegründet und 1816 in königlich-preußische Bergschule umbenannt. Später hieß sie lediglich Bergschule zu Saarbrücken, dann Bergingenieurschule. 1990 erhielt sie schließlich die Bezeichnung Fachhochschule für Bergbau Saar. Mit dem Rückgang des Bergbaus im Saarland wurde nach dem Jahr 2000 der Studienbetrieb schrittweise eingestellt. Die Fachbibliothek wurde der Saarländischen Universitäts- und Landesbibliothek übergeben. Die schriftliche Überlieferung, darunter zahlreiche Diplomarbeiten zu bergbaulichen Themen, ist im Landesarchiv Saarbrücken überliefert.